# 姚崇

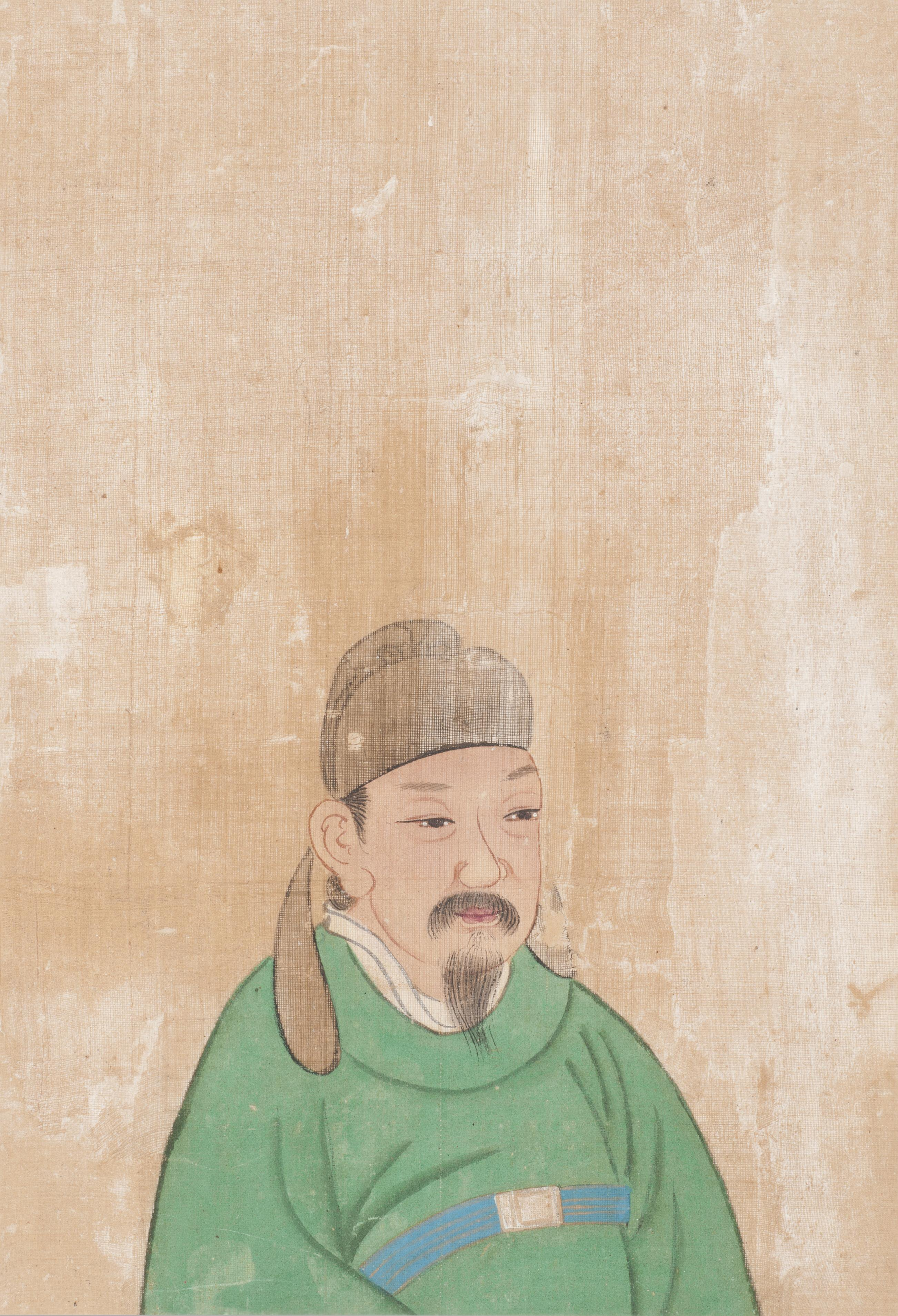
姚崇

姚崇（651年—721年9月28日），原名元崇，後名元之，其後為了避唐玄宗的「開元」年號之諱，改名為姚崇，陝州硤石縣人，唐朝宰相。

## 生平

### 武后時期
姚崇以門蔭入仕，被授與濮州司倉的職務。他於武周時期，升為兵部郎中。當時正值契丹侵擾河北，戰事頻仍，姚崇向武則天剖析形勢，分辨利害，受到武則天賞識，擢升為侍郎。聖曆元年（698年）再升為同中書門下三品（宰相加銜）。

### 中宗、睿宗時期
後來張柬之助唐中宗復位，這時姚崇外調為亳州及常州刺史。其後在唐睿宗時，再任宰相，但因為與太平公主發生衝突，結果被貶至申州任刺史，其後又不斷調遷，但即使為地方官員，其為政仍甚得民心，可見他並沒有因被外調而灰心。
長安四年（704年）九月任靈武道行軍大總管、安撫大使，出鎮靈州。

### 玄宗開元時期
唐玄宗即位之初，詔封姚崇為兵部尚書、同平章事，其後再加封為梁國公。姚崇在再度任相後即向玄宗提出十項建議，即「姚崇十策」：
- 廢除武周時所定的嚴刑峻法；
- 息兵休戰，不求邊功；
- 公平執法，不論是皇親國戚還是平民百姓皆一視同仁；
- 宦官不得干政；
- 精簡稅目，廢除苛捐雜稅；
- 皇族或外戚不得擔任台省官；
- 皇上應禮賢下士；
- 皇上應虛懷納諫；
- 不再增建道寺、佛寺及宮殿；
- 限制外戚參政。

玄宗甚為讚賞這十項提議，予以接納。
姚崇亦取締僧徒12000餘人，逼其還俗，以防僧侶偽濫的情況加劇。開元三年（715年）六月，山東發生蝗禍，百官均以為蝗禍乃是天災，不能捕殺那些蝗蟲。而姚崇則堅持對其進行捕殺，並推行於晚夜起火、在火堆邊掘坑、一邊焚燒一邊埋堆的方法，卓見成效，全国捕蝗900万担，成功杜絕蝗禍。

### 逝世
開元四年（716年），姚崇因為其幕僚收受賄賂的事而請求避位，並推薦宋璟接任。罷相後常居洛陽慈惠坊私邸。雖然如此，他仍然受到玄宗優禮相對，玄宗亦經常向他諮詢國事。開元九年（721年）九月丁未（三日），姚崇去世，享壽71歲，諡文貞。其遺囑吩咐要薄葬，並再次闡明信佛的害處，不讓子孫為其抄經造像和辦法事。今河南伊川縣彭婆鎮許營村北有姚崇墓。

## 家庭

### 祖父
- 姚祥，懷州長史、檢校函谷關都尉

### 父母
- 姚懿，字善意，銀青光祿大夫、硤州刺史、巂州都督、長沙縣開國男，諡文獻
- 劉氏，姚懿的繼室夫人，洺州刺史劉志逵之女

### 兄弟姐妹
- 兄：姚元景，潭州刺史
- 弟：姚元素，宗正少卿，姚弇父，姚誾祖父

### 妻妾
- 王氏，陝州刺史王當之女[4]
- 沛國夫人劉氏（652年～685年），父劉君潁，生姚彝、姚异；有墓誌銘。[5]
- 郑嬿，出自荥阳郑氏，隋朝晋陵县县令、丹徒公郑善政曾孙女，唐朝朝散大夫、沔州汉阳县县令、丹徒公郑守元孙女，唐朝邛州司户参军郑嘉会之女

### 子孫
- 長子：姚彝，鄧海二州刺史，封虢縣開國子。開元四年八月廿六日（716年9月16日）卒于東都慈惠里，年四十。
  - 姚闓，越州長史
    - 姚，門下典儀
    - 姚俟，太常寺太祝

  - 姚閬，郫令
    - 姚倍，須山令
    - 姚倫，揚州大都督府倉曹參軍
    - 姚但

  - 姚闉，魏州貴鄉令
    - 姚侑（747年—802年），朝散郎、前試詹事府司直兼蘄州黃梅令
      - 姚成宗，太廟齋郎
      - 姚成允，亳州蒙城縣尉
      - 姚成則
      - 姚成功

    - 姚伾
      - 姚珙，霍山令

  - 姚閌，太子司議郎
  - 姚，河南丞
    - 姚偁，涇縣主簿
      - 姚勗，諫議大夫
        - 姚環
        - 姚瓚
        - 姚琢

    - 姚偕，監察御史
      - 姚烈，殿中侍御史內供奉
      - 姚長孺，濠宿二州刺史、兼御史中丞
        - 姚璩，徐泗宿濠等州觀察支使、將仕郎、試太常寺協律郎
          - 姚愚
          - 姚憲
          - 姚思
          - 姚惪
          - 姚惠

        - 姚韞，登仕郎、河南府偃師縣尉
- 次子：姚，大理卿
  - 姚閎，左拾遺
    - 姚怦，寶應令
      - 姚丹，陸渾令
        - 姚增，滎陽令
        - 姚均，金華令
        - 姚蘊，大理司直
          - 姚頲，浙西館驛巡官
          - 姚圭，南昌主簿
          - 姚進

      - 姚浼，楚丘令
      - 姚溫，尉氏令

    - 姚悟，襄王傅
    - 姚憺，淮寧節度押衙，攝鄧州刺史
    - 姚惇，朝城令
    - 姚惕，華原令

  - 姚閈
    - 姚恬
    - 姚憕

  - 姚閥，洛州參軍
- 三子：姚弈，永陽郡太守，封夏縣開國公
  - 姚闡，侍御史
    - 姚恆，都水少監
    - 姚愷
    - 姚恊，松陽令
    - 姚愐，右監門率府兵曹參軍
    - 姚忱，恆王府主簿
    - 姚惲，左千牛衛兵曹參軍
- 姚氏，嫁銀青光祿大夫、使持節陳州諸軍事陳州刺史、上柱國陶禹

有一玄孫名姚棲雲。

## 評價
姚崇生處在唐初宮庭鬥爭劇烈的環境，竟能輔佐三帝，於三朝為相，實在不可多得。而且他為相時政局清明，百姓豐衣足食，可說是十分賢明。紫微舍人齊浣稱姚崇為“救時之相”。《資治通鑑》說：“姚崇尚通，宋璟尚法，張說尚文，張九齡尚直。”他與宋璟，並稱為開創開元盛世的兩位賢相，世人合稱“姚宋”。毛泽东在点评《新唐书·姚崇传》时稱：“大政治家、唯物论者姚崇”。
姚崇雖為一代良相，但他的兒子姚彝、姚异“廣通賓客，頗受饋遺，以至於為時所譏”，以致於趙翼稱“名父之子多敗德”。魏知古、钟绍京、刘幽求等人都曾因與姚崇不合而遭到貶官。

## 文化
張岱《陶庵夢憶》曾有：“燕客看小說：‘姚崇夢遊地獄’”之語。
臺灣雲林縣虎尾鎮三塊厝姚正宮尊其為姚府千歲，相傳明鄭時期千歲指示該村莊有龍穴而進駐，該廟的楹聯也是由千歲降乩撰寫，每年農曆正月十一日為神明聖誕，全村大拜拜謝平安；基隆八斗子財神廟尊其為文財神，亦以每年農曆正月十一日為其聖誕。

## 姚崇碑
姚崇碑全称《唐故开府仪同三司上柱国赠扬州刺史大都督梁国公姚文贞公神道碑》，张说撰文。